# Konankoppa, Hangal
Konankoppa là một làng thuộc tehsil Hangal, huyện Haveri, bang Karnataka, Ấn Độ.